# Lucena (Spanyolország)
Lucena egy község Spanyolországban, Córdoba tartományban. Lucena Aguilar de la Frontera, Badolatosa, Moriles, Monturque, Cabra, Rute, Encinas Reales, Benamejí, Palenciana és Alameda községekkel határos. Lakosainak száma 43 086 fő (2024).

## Népesség
A település népessége az elmúlt években az alábbi módon változott:
| Lakosok száma | 37 016 | 38 598 | 40 143 | 41 698 | 42 560 | 42 748 | 42 511 | 42 605 | 42 645 | 43 086 |
|               | 2001   | 2003   | 2006   | 2008   | 2011   | 2014   | 2017   | 2019   | 2022   | 2024   |